# لنز أبودو
لنز أبودو (بالفرنسية: Lens Aboudou)‏ مواليد 9 فبراير 1990 في كولومب، أو دو سين، هو لاعب كرة سلة فرنسي  بدأ مسيرته الاحترافية في سنة 2008 يلعب مع فريق جاي دي أيه ديجون في الدوري الفرنسي لكرة السلة الدرجة الأولى ويحمل الرقم 22. يبلغ طوله 6 قدم 3 بوصة (1.9 م).

## فرق لعب لها
- باريس لوفالوا
- جاي دي أيه ديجون

## روابط خارجية
- لنز أبودو على موقع الاتحاد الدولي لكرة السلة (الإنجليزية)
- لنز أبودو على موقع كرة السلة الأوروبية.كوم (الإنجليزية)
- لنز أبودو على موقع ريلجم (الإنجليزية)
- لنز أبودو على موقع بروبوليرز (الإنجليزية)
- لنز أبودو على موقع سبورتس رفرنس (الإنجليزية)